# Odontomachus coquereli
Odontomachus coquereli es una especie de hormiga del género Odontomachus, familia Formicidae. Fue descrita científicamente por Roger en 1861.
Se distribuye por Madagascar. Se ha encontrado a elevaciones de hasta 1343 metros. Habita en bosques húmedos y arenosos, en senderos, hojas y la vegetación baja.